# Morrissey Park
Morrissey Park är en park i Kanada.   Den ligger i provinsen British Columbia, i den södra delen av landet, 3 000 km väster om huvudstaden Ottawa. Morrissey Park ligger 951 meter över havet.
Terrängen runt Morrissey Park är bergig söderut, men norrut är den kuperad. Morrissey Park ligger nere i en dal. Trakten runt Morrissey Park är nära nog obefolkad, med mindre än två invånare per kvadratkilometer.. Närmaste större samhälle är Fernie, 13,4 km norr om Morrissey Park.
I omgivningarna runt Morrissey Park växer i huvudsak blandskog.